# Gutenberg tér
Pour les articles homonymes, voir Gutenberg.
Gutenberg tér est une place située dans le quartier de Palotanegyed (8e arrondissement de Budapest). De forme trapézoïdale, on y trouve en son centre un square et dressés tout autour de nombreux bâtiments remarquables sur le plan architectural. Les plus emblématiques restent le foyer Gutenberg, de style sécession, ainsi que la bâtisse du séminaire national de formation rabbinique - Université juive.